# クラレンス・ナッシュ
クラレンス・チャールズ・ナッシュ（Clarence Charles Nash 1904年12月7日-1985年2月20日）は、アメリカ合衆国オクラホマ州出身の声優。
ウォルト・ディズニー・カンパニーのドナルドダックの初代声優として有名である。親しい間柄の中では『ダッキー』という愛称で親しまれていた。

## 概要
ロサンゼルスのラジオ局で働いたクラレンスは、1934年に上映されたかしこいメンドリ（The Wise Little Hen）の脇役として登場したドナルドダックの声を演じ、1985年に白血病で死去するまで51年間演じた。ドナルドダックはクラレンスの死後、生前親交があり、病床のクラレンスが直々に「後を頼む」と役を託したトニー・アンセルモにより演じられている。クラレンスが健在だった頃はアニメーターであったトニーは、しばしばクラレンスの前でドナルドダックの声真似を披露しており、モノマネにたいしてアドバイスを出していた。死の直前もトニーに役を引き継ぐために彼の仕事場を訪れては、ドナルドの心理的なクイズをよく出していた。
トニーとの出会いは、彼が入社した当日、たまたまアニメーション棟からナッシュが出てきてすれ違ったことから始まる。挨拶の時、ドナルドの声で「おはよう！」と挨拶したことから、トニーはすぐにクラレンスをドナルドダックの声を担当している人物だと認識出来たという。トニー曰く身長は低く、初対面の第一印象を「158cmくらいの小柄で白髪の男性」と語っている。
ドナルドダックの声は地声ではなく、作った声である。『ディズニー撮影所御案内』では少しだけドナルドの声の出し方のコツ（頬に空気を溜めて、アヒルになった気持ちで言葉を発する）を披露している。
役を引き継いだトニーは、「ドナルドの特徴的な怒鳴り声は相当の労力を要すものだ」と語っており、あまりの辛さにトニーのアニメーターとしての師であるジャック・ハンナ（ドナルドの短編映画作品の監督を多く勤めていた）に「ダッキー（クラレンス）はこんな大変なことを楽にこなしていたっていうの？」と聞いた。それに対しジャックは「とんでもない、それどころかたまに気絶していたさ」と答えている。それを聞いてトニーは少し安心したという。
また、ドナルドダックの他にもドナルドダックの甥であるヒューイ・デューイ・ルーイの声も演じていた。さらに、初期の短編映画作品ではデイジーダックの声も演じていたが、1945年の作品から女性声優に交代した。